# Бульвар Кабріні
Бульвар Кабріні (англ. Cabrini Boulevard) — охоплює мангеттенський нейборгуд Хадсон-Гайтс, пролягаючи з заходу 177-ї вулиці на півдні, біля мосту Джорджа Вашингтона, до парку Форт-Трайон на півночі, вздовж схилу мангеттенського ескарпу, що виходить на вулицю Генрі Хадсон-Парквей і річку Гудзон. Це найзахідніша міська вулиця в околицях, за винятком одноквартальної петлі, утвореної Чіттенден-авеню між Західними 186-ю та 187-ю вулицями.
Бульвар Кабріні спочатку називався Північна авеню, а потім був перейменований на честь Френсіс Ксав'є Кабріні, першої канонізованої американці як римо-католицької святої, у 1938 році, у рік її беатифікації. Частина її останків зберігається в храмі Св. Франциска Ксаверія Кабріні на Форт-Вашингтон авеню, 701, західний вхід до якого знаходиться на бульварі Кабріні.
У своєму північному кінці, повз останній будинок на західній стороні вулиці, бульвар Кабріні проходить уздовж частини «Кабріні Вудс» парку Форт-Трайон, який був відведений як заповідник для птахів.